# Willard Parker
Willard Parker, de son vrai nom Worster Van Eps, né le 5 février 1912 à New York, mort le 4 décembre 1996 à Rancho Mirage (Californie), est un acteur américain.

## Biographie
Sous le pseudonyme de Willard Parker, il apparaît dans des « seconds rôles » au cinéma entre 1937 et 1972, où sa grande taille et son physique imposant d'ancien joueur de tennis professionnel se remarquent, notamment dans des westerns. Pour la télévision, il participe à quelques séries de 1954 à 1962, dont 55 épisodes de la série-western Tales of the Texas Rangers (en) (1955-1958).
Il se produit également au théâtre et joue à Broadway de 1940 à 1943, dans une pièce et une comédie musicale.
Il est l'époux en secondes noces de l'actrice britannique Virginia Field (1917-1992), de 1951 jusqu'à la mort de celle-ci — ils jouent ensemble dans un film britannique de science-fiction, The Earth Dies Screaming (1964) —.

## Filmographie partielle
- 1937 : Love Is on the Air de Nick Grinde
- 1937 : Une certaine femme (That Certain Woman) d'Edmund Goulding (non crédité)
- 1937 : En liberté provisoire (Back in Circulation) de Ray Enright (non crédité)
- 1937 : Alcatraz Island de William C. McGann (non crédité)
- 1938 : Un meurtre sans importance (A Slight Case of Murder) de Lloyd Bacon
- 1938 : The Invisible Menace de John Farrow (non crédité)
- 1939 : The Zero Hour (en) de Sidney Salkow
- 1939 : The Magnificent Fraud (en) de Robert Florey (non crédité)
- 1943 : What a Woman ! (en) d'Irving Cummings
- 1946 : Les Compagnons de Jéhu (The Fighting Guardsman) de Henry Levin
- 1946 : One Way to Love (en) de Ray Enright
- 1946 : Les Indomptés (Renagades) de George Sherman
- 1948 : Une femme sans amour (The Mating of Millie) de Henry Levin
- 1948 : Relentless de George Sherman
- 1948 : L'Extravagante Mlle Dee (You Gotta Stay Happy) d'H.C. Potter
- 1949 : Française d'occasion (Slightly French) de Douglas Sirk
- 1949 : La Fille des prairies (Calamity Jane and Sam Bass) de George Sherman
- 1950 : David Harding, Counterspy de Ray Nazarro
- 1950 : Hunt the Man Down de George Archainbaud
- 1950 : Fureur secrète (The Secret Fury) de Mel Ferrer
- 1950 : Emergency Wedding (en) d'Edward Buzzell
- 1951 : Quand les tambours s'arrêteront (Apache Drums) d'Hugo Fregonese
- 1951 : My True Story de Mickey Rooney
- 1952 : Le Trésor des Caraïbes (Caribbean) d'Edward Ludwig
- 1953 : Embrasse-moi, chérie (Kiss Me Kate) de George Sidney
- 1953 : Sangaree (en) d'Edward Ludwig
- 1953 : The Great Jesse James Raid (it) de Reginald Le Borg
- 1953 : La Ville sous le joug (The Vanquished) d'Edward Ludwig
- 1960 : The High Powered Rifle (en) de Maury Dexter
- 1960 : Young Jesse James de William F. Claxton
- 1960 : Walk Tall (en) de Maury Dexter
- 1962 :  Air Patrol (en) de Maury Dexter
- 1964 : The Earth Dies Screaming de Terence Fisher
- 1966 : Waco de R. G. Springsteen
- 1972 : Toute la ville danse (The Great Waltz) d'Andrew L. Stone

## Théâtre (à Broadway)
- 1940-1941 : Johnny Belinda, pièce d'Elmer Harris, avec Horace McNally
- 1941-1942 : Lady in the Dark, comédie musicale, musique, orchestrations et arrangements de Kurt Weill, lyrics d'Ira Gershwin, livret de Moss Hart, mise en scène de Moss Hart et Hassard Short, direction musicale de Maurice Abravanel, costumes d'Irene Sharaff et Hattie Carnegie, avec Gertrude Lawrence (rôle de remplacement)
- 1943 : Lady in the Dark, reprise, avec Richard Hale, Gertrude Lawrence, Hugh Marlowe